# فضانورد افتاده
فضانورد افتاده یک مجسمه ۸٫۵ سانتی‌متری آلومینیومی یک فضانورد در یک لباس فضایی است. این مجسمه یادبودی از فضانوردانی است که در پیشرفت اکتشافات فضایی جان خود را از دست داده‌اند. این مجسمه در تاریخ ۱ اوت ۱۹۷۱ توسط خدمه آپولو ۱۵ در Hadley Rille ماه قرار داده شده‌است.

## پیشینه
این مجسمه توسط یک هنرمند بلژیکی بنام پل ون هویدانک، که دیوید اسکات فضانورد را در یک مهمانی شام ملاقات کرده بود، ساخته شد. ون هویدانک می‌خواست یک تندیس کوچک به مناسبت فضانوردانی که جان خود را در راه پیشبرد اکتشافات فضایی از دست داده بودند بسازد. وی با مجموعه‌ای از محدودیت‌های طراحی مواجه بود: مجسمه می‌بایست در عین سبکی، محکم باشد و همچنین قادر به تحمل درجه حرارت مفرط ماه باشد. ضمناً می‌بایست مرد یا زن بودن مجسمه و اینکه جزو کدام گروه قومی انسانی است قابل تشخیص نباشد. طبق خواسته اسکات برای جلوگیری از تجاری سازی فضا نام ون هویدانک ایجاد نشد.

## پلاک یادبود
در تاریخ یکم اوت ۱۹۷۳ خدمه آپولو ۱۵، "فضانورد افتاده" را به همراه یک پلاک حاوی نام‌های ۸ فضانورد آمریکایی و ۶ فضانورد روسی جانباخته روی کره ماه قرار دادند.
اسامی درج شده روی پلاک:
- تئودور فریمن
- چارلز باست
- الیوت سی
- گاس گریسوم
- راجر بی. چافی
- ادوارد هیگینز ویت
- ولادیمیر کاماروف
- ادوارد گیونز
- کلیفتن ویلیامز
- یوری گاگارین
- پاول بلیایف
- گئورگی دوبروولسکی
- ویکتور پاتسایف
- ولادیسلاف وولکوف